# 一次精母細胞
一次精母細胞（いちじせいぼさいぼう、英:primary spermatocyte）とは精子発生の過程で認められる細胞の1つ。

## 概要
精原細胞が、精巣内で体細胞分裂をして増殖し、その後成熟して一次精母細胞となる。一次精母細胞は減数分裂の第一段階を経て二次精母細胞となる（このとき細胞の核相が2nからnになる）。最終的に、1個の一次精母細胞からは減数分裂と自身の変態によって4個の精子ができる。
また、一次卵母細胞は増殖することができないが、一次精母細胞は増殖することができる。